# Der gescheite Hans
Der gescheite Hans ist ein Schwank (ATU 1685, 1696). Er steht in den Kinder- und Hausmärchen der Brüder Grimm an Stelle 32 (KHM 32). Dort schrieb sich der Titel Der gescheidte Hans.

## Inhalt
Hans besucht Gretel, sie schenkt ihm eine Nadel, die er im Heuwagen heim bringt. Seine Mutter sagt, er hätte die Nadel an den Ärmel stecken sollen. Das tut er dann mit dem nächsten Geschenk, einem Messer. Er hätte es besser in die Tasche stecken sollen. So steckt er dann die Ziege in die Tasche. Dann zieht er ein Speckstück am Seil nach, wobei es die Hunde fressen, trägt ein Kalb auf dem Kopf, wobei es ihm das Gesicht zertritt. Gretel will mit ihm gehen, er bindet sie vor die Raufe. Die Mutter rät ihm, ihr „freundliche Augen“ zuzuwerfen. Hans wirft Gretel die Augen von Schafen und Kälbern ins Gesicht, da läuft sie fort.

## Sprache

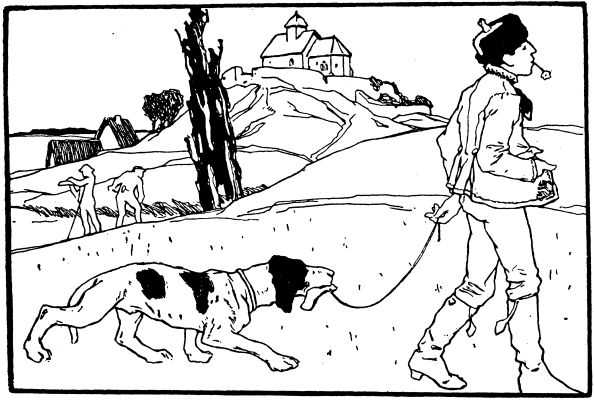
Illustration von Otto Ubbelohde, 1909

Der Schwank ist ein Frage-Antwort-Spiel zwischen Hans und Grethel bzw. der Mutter, die immer wieder erklärt: „Das hast du dumm gemacht, Hans, …“ Er setzt jeden Rat mit dem nächsten Ding um, mit immer groteskeren Ergebnissen.
Der erste Streich spielt mit der Redensart von der Nadel im Heuhaufen, wie ein ähnlicher Schwank in Martin Montanus’ Gartengesellschafft. Das Augen ins Gesicht werfen ähnelt der Phantasie eines Betrunkenen in Georg Rodolf Weckherlins Ode Drunckenheit: „Laß mich das Spanfährlein zerreissen, / Stich dem Kalbskopff die augen auß: / So, so, wirff damit an die Frawen, …“ Eine Raufe ist ein Gestell für Heu oder Gras.

## Herkunft
Die Brüder Grimm notieren zur Herkunft „Aus den Maingegenden“ (wohl von Familie Hassenpflug) und geben eine Geschichte aus Freys Gartengesellschaft Kap. 1 und Kirchhofs Wendunmuth (1565) 1, Nr. 81 wieder, die in der 1. Auflage von 1812 noch im Textteil mit abgedruckt war: Die Mutter will ihrem Sohn zu einer Tochter aus gutem Hause verhelfen, die er unbedingt haben will. Als die Jungfrau ihm feine Handschuhe schenkt, weichen sie ihm im Regen und im Moor ein. Die Mutter schimpft, er hätte sie in ein Taschentuch wickeln und an der Brust tragen sollen. Das macht er dann mit dem nächsten Geschenk, einem Habicht. Dafür bringt er die Egge auf Händen heim und ein Stück Speck am Schwanz seines Pferdes, wobei es die Hunde schnappen. Daheim säuft er Wein, verschüttet ihn und streut Mehl darauf, damit es die Mutter nicht sieht. Dann haut er der Gans den Kopf ab, damit sie ihn nicht verrät, und versucht ihre Eier selbst auszubrüten, wozu er sich mit Honig und Bettfedern einschmiert. Die Mutter will ihm verzeihen, er solle nur „die Augen also höflich und fleißig in sie werfen“. Er sticht Schafen die Augen aus und wirft sie der Braut ins Gesicht. Die Brüder Grimm nennen noch KHM 34 Die kluge Else, KHM 59 Der Frieder und das Katherlieschen, Wolfs Zeitschrift 2, 386, „das Großmütterchen“ bei Vogl „S. 93“, Zingerle „S. 10“, Meier Nr. 52, Hans Sachs „2. 4, 138 Kempt. Ausg.“ und 85–86 wie in der Vorrede zu Rollenhagens Froschmeuseler („vom albern und faulen Heinzen“), „Bebelli facetiae (Amst. 1651) 47–49“, ein Kinderlied in Dichtungen aus der Kinderwelt, Hamburg 1815, Eyering 2, 116, Mägdetröster „S. 92“ (1663).
Hans-Jörg Uther zufolge ist besonders Hans’ letzter Streich verbreitet (ATU 1006: Augenwerfen). Zu ATU 1696 („Was hätte ich sagen (tun) sollen?“) vgl. KHM 143 Up Reisen gohn. Grimms Märchen enthalten noch zwei Reimgeschichten ums Heiraten: KHM 38 Die Hochzeit der Frau Füchsin, KHM 131 Die schöne Katrinelje und Pif Paf Poltrie. Vgl. in Basiles Pentameron I,4 Vardiello.